# Piłka ręczna na Igrzyskach Azjatyckich 2022 – turniej mężczyzn
Turniej piłki ręcznej mężczyzn na Igrzyskach Azjatyckich 2022 – jedenasty turniej mężczyzn w ramach igrzysk azjatyckich rozegrany w dniach 24 września – 5 października 2023 roku w Hangzhou.
W zawodach triumfowali Katarczycy, a najwięcej bramek zdobył Hussain Sayyad. Po zakończonym turnieju organizatorzy opublikowali statystyki indywidualne i drużynowe.

## Informacje ogólne
Losowanie grup odbyło się 27 lipca 2023 roku. Mężczyźni w pierwszej fazie rywalizowali systemem kołowym podzieleni na cztery grupy – jedną cztero- i trzy trzyzespołowe, z których do fazy zasadniczej awansowała czołowa dwójka. W niej reprezentacje z połączonych grup A i B oraz C i D rozgrywały spotkania systemem kołowym przy zachowaniu wyników z fazy wstępnej, następnie czołowe dwójki uzyskały prawo do gry o medale.
W fazie grupowej spotkania toczone były bez ewentualnej dogrywki, za zwycięstwo, remis i porażkę przysługiwały odpowiednio dwa, jeden i zero punktów. Przy ustalaniu rankingu po fazie grupowej w przypadku tej samej liczby punktów lokaty zespołów były ustalane kolejno na podstawie:
- wyniku meczu pomiędzy zainteresowanymi drużynami;
- lepszego bilansu bramek zdobytych i straconych w meczach pomiędzy zainteresowanymi drużynami;
- większej liczby zdobytych bramek w meczach pomiędzy zainteresowanymi drużynami;
- lepszego bilansu bramek zdobytych i straconych we wszystkich meczach grupowych;
- większej liczby zdobytych bramek we wszystkich meczach grupowych;
- rzutu monetą.

## Faza grupowa

### Grupa A
| 24 września 202318:00 | Tajlandia | 17:40(11:20) | Chiny | Zhejiang Gongshang University, Hangzhou Sędzia: Al-Wahibi, Al-Shahi |
| 24 września 202318:00 |           | 17:40(11:20) |       | Zhejiang Gongshang University, Hangzhou Sędzia: Al-Wahibi, Al-Shahi |

| 25 września 202312:00 | Kuwejt | 49:19(24:8) | Tajlandia | Zhejiang Gongshang University, Hangzhou Sędzia: Marhoon, Al-Mawt |
| 25 września 202312:00 |        | 49:19(24:8) |           | Zhejiang Gongshang University, Hangzhou Sędzia: Marhoon, Al-Mawt |

| 27 września 202318:00 | Chiny | 24:27(13:14) | Kuwejt | Zhejiang Gongshang University, Hangzhou Sędzia: Furukawa, Murata |
| 27 września 202318:00 |       | 24:27(13:14) |        | Zhejiang Gongshang University, Hangzhou Sędzia: Furukawa, Murata |

### Grupa B
| 24 września 202314:00 | Hongkong | 18:36(11:20) | Katar | Zhejiang Gongshang University, Hangzhou Sędzia: Faraj, Taqi |
| 24 września 202314:00 |          | 18:36(11:20) |       | Zhejiang Gongshang University, Hangzhou Sędzia: Faraj, Taqi |

| 25 września 202312:00 | Korea Południowa | 32:14(17:6) | Hongkong | Zhejiang Normal University, Hangzhou Sędzia: Al-Naseem, Al-Enezi |
| 25 września 202312:00 |                  | 32:14(17:6) |          | Zhejiang Normal University, Hangzhou Sędzia: Al-Naseem, Al-Enezi |

| 27 września 202316:00 | Katar | 31:27(16:12) | Korea Południowa | Zhejiang Gongshang University, Hangzhou Sędzia: Tawakoli Ataabadi, Valadkhanian |
| 27 września 202316:00 |       | 31:27(16:12) |                  | Zhejiang Gongshang University, Hangzhou Sędzia: Tawakoli Ataabadi, Valadkhanian |

### Grupa C
| 24 września 202312:00 | Kazachstan | 22:45(11:22) | Bahrajn | Zhejiang Normal University, Hangzhou Sędzia: Al-Zayyat, Eial Awwad |
| 24 września 202312:00 |            | 22:45(11:22) |         | Zhejiang Normal University, Hangzhou Sędzia: Al-Zayyat, Eial Awwad |

| 25 września 202314:00 | Uzbekistan | 27:31(11:15) | Kazachstan | Zhejiang Gongshang University, Hangzhou Sędzia: Murata, Furukawa |
| 25 września 202314:00 |            | 27:31(11:15) |            | Zhejiang Gongshang University, Hangzhou Sędzia: Murata, Furukawa |

| 27 września 202312:00 | Bahrajn | 47:25(25:8) | Uzbekistan | Zhejiang Gongshang University, Hangzhou Sędzia: Lee, Lee |
| 27 września 202312:00 |         | 47:25(25:8) |            | Zhejiang Gongshang University, Hangzhou Sędzia: Lee, Lee |

### Grupa D
| 24 września 202312:00 | Mongolia | 16:50(7:30) | Iran | Zhejiang Gongshang University, Hangzhou Sędzia: Cheng, Zhou |
| 24 września 202312:00 |          | 16:50(7:30) |      | Zhejiang Gongshang University, Hangzhou Sędzia: Cheng, Zhou |

| 24 września 202316:00 | Japonia | 38:29(20:14) | Arabia Saudyjska | Zhejiang Gongshang University, Hangzhou Sędzia: Lee, Koo |
| 24 września 202316:00 |         | 38:29(20:14) |                  | Zhejiang Gongshang University, Hangzhou Sędzia: Lee, Koo |

| 25 września 202316:00 | Mongolia | 15:45(9:19) | Arabia Saudyjska | Zhejiang Gongshang University, Hangzhou Sędzia: Lee, Lee |
| 25 września 202316:00 |          | 15:45(9:19) |                  | Zhejiang Gongshang University, Hangzhou Sędzia: Lee, Lee |

| 25 września 202318:00 | Japonia | 33:21(13:8) | Iran | Zhejiang Gongshang University, Hangzhou Sędzia: Hussein, Imran |
| 25 września 202318:00 |         | 33:21(13:8) |      | Zhejiang Gongshang University, Hangzhou Sędzia: Hussein, Imran |

| 27 września 202311:00 | Mongolia | 16:53(11:28) | Japonia | Zhejiang Normal University, Hangzhou Sędzia: Ghofli, Hassanzadeh |
| 27 września 202311:00 |          | 16:53(11:28) |         | Zhejiang Normal University, Hangzhou Sędzia: Ghofli, Hassanzadeh |

| 27 września 202314:00 | Arabia Saudyjska | 23:23(14:15) | Iran | Zhejiang Gongshang University, Hangzhou Sędzia: Cheng, Zhou |
| 27 września 202314:00 |                  | 23:23(14:15) |      | Zhejiang Gongshang University, Hangzhou Sędzia: Cheng, Zhou |

## Faza zasadnicza

### Grupa I
| 29 września 202312:00 | Iran | 22:24(10:10) | Kuwejt | Zhejiang Gongshang University, Hangzhou Sędzia: Ismoilov, Ismoilov |
| 29 września 202312:00 |      | 22:24(10:10) |        | Zhejiang Gongshang University, Hangzhou Sędzia: Ismoilov, Ismoilov |

| 29 września 202318:00 | Bahrajn | 29:26(13:10) | Kuwejt | Zhejiang Gongshang University, Hangzhou Sędzia: Khalid Shakir, Imran |
| 29 września 202318:00 |         | 29:26(13:10) |        | Zhejiang Gongshang University, Hangzhou Sędzia: Khalid Shakir, Imran |

| 30 września 202314:00 | Iran | 20:29(7:12) | Bahrajn | Zhejiang Gongshang University, Hangzhou Sędzia: Furukawa, Murata |
| 30 września 202314:00 |      | 20:29(7:12) |         | Zhejiang Gongshang University, Hangzhou Sędzia: Furukawa, Murata |

| 30 września 202318:00 | Kuwejt | 25:24(9:13) | Korea Południowa | Zhejiang Gongshang University, Hangzhou Sędzia: Cheng, Zhou |
| 30 września 202318:00 |        | 25:24(9:13) |                  | Zhejiang Gongshang University, Hangzhou Sędzia: Cheng, Zhou |

| 1 października 202314:00 | Korea Południowa | 25:24(11:12) | Iran | Zhejiang Gongshang University, Hangzhou Sędzia: Al-Wahibi, Al-Shahi |
| 1 października 202314:00 |                  | 25:24(11:12) |      | Zhejiang Gongshang University, Hangzhou Sędzia: Al-Wahibi, Al-Shahi |

| 1 października 202318:00 | Kuwejt | 25:34(11:21) | Bahrajn | Zhejiang Gongshang University, Hangzhou Sędzia: Ismoilov, Ismoilov |
| 1 października 202318:00 |        | 25:34(11:21) |         | Zhejiang Gongshang University, Hangzhou Sędzia: Ismoilov, Ismoilov |

### Grupa II
| 29 września 202314:00 | Japonia | 28:23(12:12) | Chiny | Zhejiang Gongshang University, Hangzhou Sędzia: Al-Mawt, Marhoon |
| 29 września 202314:00 |         | 28:23(12:12) |       | Zhejiang Gongshang University, Hangzhou Sędzia: Al-Mawt, Marhoon |

| 29 września 202316:00 | Kazachstan | 13:46(6:23) | Katar | Zhejiang Gongshang University, Hangzhou Sędzia: Al-Zayyat, Eial Awwad |
| 29 września 202316:00 |            | 13:46(6:23) |       | Zhejiang Gongshang University, Hangzhou Sędzia: Al-Zayyat, Eial Awwad |

| 30 września 202312:00 | Japonia | 48:20(26:12) | Kazachstan | Zhejiang Gongshang University, Hangzhou Sędzia: Al-Enezi, Al-Naseem |
| 30 września 202312:00 |         | 48:20(26:12) |            | Zhejiang Gongshang University, Hangzhou Sędzia: Al-Enezi, Al-Naseem |

| 30 września 202316:00 | Chiny | 20:37(6:17) | Katar | Zhejiang Gongshang University, Hangzhou Sędzia: Lee, Koo |
| 30 września 202316:00 |       | 20:37(6:17) |       | Zhejiang Gongshang University, Hangzhou Sędzia: Lee, Koo |

| 1 października 202312:00 | Chiny | 40:17(16:7) | Kazachstan | Zhejiang Gongshang University, Hangzhou Sędzia: Lee, Lee |
| 1 października 202312:00 |       | 40:17(16:7) |            | Zhejiang Gongshang University, Hangzhou Sędzia: Lee, Lee |

| 1 października 202316:00 | Katar | 32:29(16:15) | Japonia | Zhejiang Gongshang University, Hangzhou Sędzia: Cheng, Zhou |
| 1 października 202316:00 |       | 32:29(16:15) |         | Zhejiang Gongshang University, Hangzhou Sędzia: Cheng, Zhou |

## Faza pucharowa
|  |                |           |           |                   |    |         |         |       |
|  | Półfinały      | Półfinały | Półfinały |                   |    | Finał   | Finał   | Finał |
|  | Półfinały      | Półfinały | Półfinały |                   |    | Finał   | Finał   | Finał |
|  | 3 października |           |           |                   |    |         |         |       |
|  |                |           |           |                   |    |         |         |       |
|  | Bahrajn        | Bahrajn   | 30        |                   |    |         |         |       |
|  | Bahrajn        | Bahrajn   | 30        | 5 października    |    |         |         |       |
|  | Japonia        | Japonia   | 28        |                   |    |         |         |       |
|  | Japonia        | Japonia   | 28        |                   |    | Bahrajn | Bahrajn | 25    |
|  | 3 października |           |           |                   |    | Bahrajn | Bahrajn | 25    |
|  |                |           | Katar     | Katar             | 32 |         |         |       |
|  | Katar          | Katar     | Katar     | Katar             | 32 | 29      |         |       |
|  | Katar          | Katar     |           |                   |    |         |         |       |
|  | Kuwejt         | Kuwejt    | 24        |                   |    |         |         |       |
|  | Kuwejt         | Kuwejt    | 24        | Mecz o 3. miejsce |    |         |         |       |
|  |                |           |           |                   |    |         |         |       |
|  | 5 października |           |           |                   |    |         |         |       |
|  |                |           |           |                   |    |         |         |       |
|  | Japonia        | Japonia   | 30        |                   |    |         |         |       |
|  | Japonia        | Japonia   | 30        |                   |    |         |         |       |
|  | Kuwejt         | Kuwejt    | 31        |                   |    |         |         |       |
|  | Kuwejt         | Kuwejt    | 31        |                   |    |         |         |       |

| 3 października 202316:00 | Bahrajn | 30:28(17:13) | Japonia | Zhejiang Gongshang University, Hangzhou Sędzia: Ismoilov, Ismoilov |
| 3 października 202316:00 |         | 30:28(17:13) |         | Zhejiang Gongshang University, Hangzhou Sędzia: Ismoilov, Ismoilov |

| 3 października 202318:00 | Katar | 29:24(12:12) | Kuwejt | Zhejiang Gongshang University, Hangzhou Sędzia: Murata, Furukawa |
| 3 października 202318:00 |       | 29:24(12:12) |        | Zhejiang Gongshang University, Hangzhou Sędzia: Murata, Furukawa |

| 5 października 202315:00 | Japonia | 30:31(14:14) | Kuwejt | Zhejiang Gongshang University, Hangzhou Sędzia: Cheng, Zhou |
| 5 października 202315:00 |         | 30:31(14:14) |        | Zhejiang Gongshang University, Hangzhou Sędzia: Cheng, Zhou |

| 5 października 202319:00 | Bahrajn | 25:32(14:12) | Katar | Zhejiang Gongshang University, Hangzhou Sędzia: Lee, Koo |
| 5 października 202319:00 |         | 25:32(14:12) |       | Zhejiang Gongshang University, Hangzhou Sędzia: Lee, Koo |